# Coburger Landesstiftung
Die Coburger Landesstiftung ist eine rechtsfähige Stiftung des öffentlichen Rechts mit Sitz in Coburg. Sie dient der Förderung von Kunst und Kultur im Coburger Land.

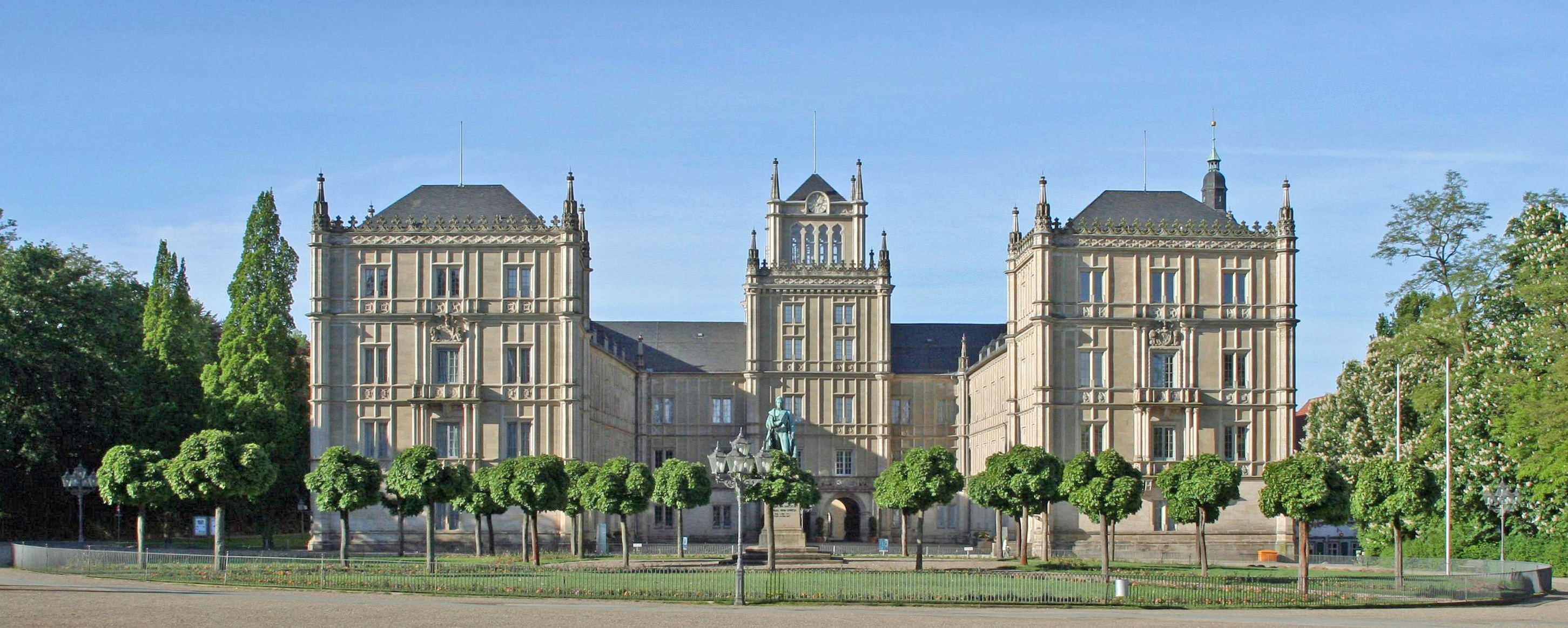
Schloss Ehrenburg,
Sitz der Landesstiftung

## Stiftungsgründung 1919
Die Landesstiftung wurde am 9. August 1919 mit dem Gesetz über die Verwendung des bisherigen Domänenguts und über die Errichtung einer Landesstiftung durch den Freistaat Coburg errichtet. Damit sollten die Kulturgüter des Herzogtums Sachsen-Coburg an ihren legitimen Standorten gebunden werden.
Der Stiftung wurde als Eigentum die aus dem Abfindungsvertrag vom 7. Juni 1919 mit dem vormaligen Herzog Carl Eduard an den Staat übergegangenen Kunstschätze der Veste Coburg, Sammlungen im Hofgartenmuseum (heutiges Naturkundemuseum) und Einrichtungsgegenstände des Schlosses Ehrenburg übertragen. Außerdem sollte die Stiftung die Hof- und Staatsbücherei, spätere Landesbibliothek Coburg, und die Staats- und Hausurkundensammlung, späteres Landesarchiv Coburg, erhalten und verwalten.
Die Gebäude, welche in staatlichen Besitz kamen, wurden zwecks Ausstellung der Mobilien und Verwaltung zur ausschließlichen Nutzung der Landesstiftung überlassen. Die Finanzierung der Stiftung sollte durch die Hälfte der Reineinnahmen der vom Staat übernommenen Domänenforsten, -güter und sonstigen Grundstücke sichergestellt werden. Aufgrund eines Zusatzvertrages vom 30. Juni 1920 zwischen dem Freistaat Coburg und der Landesstiftung wurde auch das Schloss Rosenau Eigentum der Stiftung.

## Stiftung nach der Vereinigung mit Bayern
Nach der Vereinigung des Freistaates Coburg mit dem Freistaat Bayern am 1. Juli 1920 wurden die Immobilien Eigentum Bayerns, das auch für den Erhalt aufkommen muss. In den Kunstsammlungen der Veste Coburg und im Zweigmuseum, dem Europäischen Museum für Modernes Glas bei Schloss Rosenau, macht die Landesstiftung ihre Kunstschätze der Öffentlichkeit zugänglich; außerdem werden die naturkundlichen Sammlungen im Coburger Naturkundemuseum ausgestellt. Daneben betreut die Stiftung seit 1941 in Auftragsverwaltung der Bayerischen Verwaltung der staatlichen Schlösser, Gärten und Seen, seit 1999 unter der Bezeichnung „Schloss- und Gartenverwaltung Coburg“, die Schlösser Ehrenburg und Rosenau. Die Coburger Landesstiftung blieb Eigentümer des gesamten (Kunst-)Inventars. 1937 übernahm die damalige Staatsarchivalienabteilung Coburg die Verwaltung des Landesarchivs; 1973 wurde die Landesbibliothek in die Verwaltung des Freistaats Bayern übernommen. Außerdem verkaufte die Stiftung 1972 das Schloss Rosenau an den Freistaat Bayern. 1954 erwarb die Landesstiftung 50.000 Bände der Privatbibliothek des letzten Herzogs.
Aufgrund schwankender Erträge der ehemaligen Domänengüter wurde die Finanzierung der Landesstiftung im Jahr 1932 auf feste staatliche Zuschüsse umgestellt. Im Jahr 2005 waren rund 2,7 Millionen Euro Zuweisung durch den Bayerischen Staat im Haushalt eingeplant, wovon unter anderem elf Beamtenplanstellen bezahlt wurden.